# Три Хил (5. сезона)
Пета сезона телевизијске серије Три Хил, по жанру драме, премијерно је приказивана у периоду од 8. јануара 2008. године до 19. маја 2008. године, на америчкој телевизијској мрежи The CW.

## Опис
Четири и по године је прошло откад су Лукас, Нејтан, Брук, Пејтон, Хејли и остали завршили средњу школу. Лукас је сада главни тренер “Гаврана”, а помоћник му је Скилс. У љубавној је вези са својим рецензентом, Линдзи, која га стално притиска чињеницом да је неопходно да што пре заврши са писањем свог другог романа, уколико жели да постигне исти успех као и са првим. Нејтан и Хејли и даље живе у Три Хилу и подижу свог сина Џејмија, који сада већ има четири године. Нејтан је пре неколико месеци доживео несрећу, која га је везала за инвалидска колица и распршила његове снове о игрању професионалне кошарке. Хејли је професор енглеског језика и књижевности у гимназији у Три Хилу. Од некадашњих другова из разреда најуспешнија у животу тренутно је Брук, која је успела да своју модну линију претвори у мултимилионску мултинационалну компанију, чије је пословно седиште у Њујорку. Маут је тренутно незапослен, али стално покушава да се запосли као спортски коментатор. Пејтон је у Лос Анђелесу, где тренутно ради као „асистент асистента“ у једној познатој музичкој издавачкој кући. Осећајући се потцењено и понижено на свом послу, Пејтон, након телефонског разговора са Брук закључује да никада неће бити толико срећна као што је била док је живела у Три Хилу и, заједно са Брук, одлучује да се врати у свој родни град.
Вративши се у Три Хил, Брук, на месту некадашњег кафића Лукасове мајке Карен, отвара бутик. Купује нову кућу и усељава се у њу заједно са Пејтон. Убрзо се испоставља да је извршни директор њене компаније заправо њена мајка, Викторија Дејвис (Дафни Зунига), која се враћа у Три Хил, не би ли одвратила ћерку од идеје о отварању бутика. Брук почиње да се забавља са Овеном (Џо Манџанијело), барменом у кафићу "TRIC". Приликом боравка у Њујорку, Брук, у стану који користе манекенке које раде у њеној компанији, у купатилу проналази онесвешћену Рејчел, која је услед прекомерног конзумирања дроге била близу губитка живота. Брук и Овен одлучују да поведу Рејчел заједно са собом у Три Хил. Међутим, проблеми са Рејчел се настављају. Након што је на наговор Викторије Брук морала да је отпусти, Рејчел кришом узима одређену суму новца од Брук и одлази из Три Хила у непознатом правцу. Брук одлучује да своју мајку отпусти, али и да убудуће прекине сваки контакт са њом.
Пејтон, по повратку у Три Хил, уз финансијску помоћ од Брук, оснива сопствену музичку издавачку кућу под именом „Црвена соба“ (енгл. Red Bedroom). Први музичар који издаје албум за њену кућу је млада Миа Каталано. Уз Хејлину помоћ, Пејтон успева да за веома кратко време створи од Мие веома популарног музичара. Пејтон је и даље заљубљена у Лукаса. Сазнаје да је Лукас у вези са Линдзи и одмах ствара анимозитет према њој. Убрзо сазнаје да ће се Лукас оженити са Линдзи и, у разговору са њим, искрено му признаје да ће жртвовати своју љубав према њему, само да би он био срећан, баш као што је Кит то учинио према Карен.
Маут коначно успева да пронађе посао и то у одељењу за архивирање на локалној телевизијској станици. Убрзо започиње неочекивану љубавну аферу са својом шефицом Алис (Кели Колинс Линц), али након неког времена почиње да га мучи грижа савести због повластица које је имао на радном месту, прекида аферу и почиње да се забавља са Милисент (Лиса Голдстин), главном асистенткињом од Брук. Међутим, убрзо добија отказ на послу, јер је одбио да прикаже детаље са утакмице на којој је Лукас физички насрнуо на судију.
Схвативши да можда постоји шанса да опет прохода, као и да живот са флашом алкохолног пића у руци и сталном свађом са супругом не води ничему, Нејтан почиње да улаже максималне напоре како би своје здравље побољшао. Нејтан постаје ментор Квентину, тренутно најбољем играчу „Гаврана“, али проблематичном момку и не баш тако сјајном ђаку. Услед великог броја обавеза, Хејли унајмљује дадиљу своме сину Џејмију, симпатичну Кери (Тореј Девито). Међутим, након што је у неколико наврата са неуспехом покушала да заведе Нејтана, Кери бива отпуштена. Играјући се лоптом поред базена, Џејми упада у воду и почиње да се дави. Видевши то, Нејтан и Хејли спасавају живот своме сину, а Хејли саопштава Нејтану да жели развод брака. Након пет година проведених у затвору због убиства рођеног брата Кита, Ден коначно излази из затвора.
У стотој епизоди серије дошао је дан венчања Лукаса и Линдзи. Карен је са ћерком Лили и Ендијем поново у Три Хилу. Ден се појављује испред цркве. Видевши га, Хејли му прекорним гласом саопштава да заувек нестане из њеног али и из живота чланова њене породице. Хејли долази у сукоб са Лукасом у погледу значења и поука које носи његов други роман, који тек треба да буде објављен. Она верује да је роман посвећен јединој Лукасовој искреној љубави, Пејтон, иако Лукас то пориче. Схвативши такође ту чињеницу, Линдзи одлучује да остави Лукаса пред олтаром и напушта цркву, а затим и Три Хил. Нејтан покушава да се помири са Хејли, али му то још увек не успева. Неверицу у цркви прекида Маутова вест да Џејмија нигде нема, односно да је вероватно киднапован. Сви у цркви су се одмах сложичи у помисли да је то учинио Ден, али ће се убрзо испоставити да је Џејмија киднаповала његова некадашња дадиља Кери, а да га је спасао нико други до његов деда Ден. Ден, заједно са Џејмијем, након пет година проведених у затвору поново улази у своју кућу.
Четири недеље након немилих догађаја у цркви, Нејтан и Хејли су поново заједно, и запошљавају Деб као Џејмијеву дадиљу. Нејтан одлучује да покуша да поврати форму у којој је некада био. Ден покушава да се зближи са Џејмијем, али га у томе спречавају и Хејли и Нејтан, а највише Деб. Онемогучен да виђа свог унука, Ден открива свима да му је остало још око шест месеци живота, јер је његова болест већ у поодмаклом стадијуму. Деб започиње љубавну аферу са Скилсом након што су разменили неколико инстант порука преко Интернета, не знајући (ни једно ни друго) о коме се заправо ради.
Брук, сада већ успешна и богата пословна жена, почиње да увиђа да се код ње у све већој мери испољава мајчински инстинкт. Покушава да усвоји дете, али је у неколико наврата одбијају. Ипак добија на привремено старатељство девојчицу Енџи, која има урођену срчану ману и којој је хитно потребна операција срца у Сједињеним Америчким Државама, за коју родитељи немају довољно новчаних средстава.
Међутим, након успешно извршене операције, Брук је принуђена да се растане од Енџи. Лукас успева да убеди Линдзи да и даље буде његов рецензент, надајући се да ће поново бити заједно. Линдзи пристаје само на пословну сарадњу. Резигниран, Лукас физички насрће на судију током једне кошаркашке утакмице и бива суспендован на 10 утакмица. Своју тугу и бол покушава да смањи опијајући се непрекидно седам дана у локалном кафићу. Једне вечери одлази код Пејтон како би јој отворено рекао да је мрзи и да му је она уништила живот.
У последњој епизоди пете сезоне Брук је неутешна јер Енџи мора да се врати својим родитељима. Подршку јој пружа Лукас, који, након суспензије, схвата да мора да донесе неке важне одлуке које ће утицати на његов будући живот. Поново одлази до Пејтон не би ли јој се извинио за надобудно понашање претходних неколико дана. Деб и Скилс настављају своју љубавну авантуру. Хејли је веома срећна јел је Џејми потпуно изгубио страх од воде. Ден сазнаје да је на друом месту на листи за хитну трансплантацију срца, одмах иза локалног свештеника, који, међутим, убрзо умире. Међутим, у тренутку када треба да сазна да је сада он први на листи, Ден бива прегажен аутомобилом који је возила Џејмијева некадашња дадиља Кери. Лукас је на аеродрому и упућује телефонски позив. Брук (која очекује телефонски позив са информацијама о Енџи), Пејтон (која очекује позив са информацијама о њеном оцу) и Линдзи (која очекује позив са информација о пословном састанку) истовремено одговарају на позив на својим телефонима, а Лукас једној од њих саопштава да код себе има две авионске карте за Лас Вегас и предлаже јој да се уда за њега.